# Годлевский, Георгий Фёдорович
Гео́ргий Фёдорович Годлевский (9 декабря 1911, Варшава — 3 апреля 1964, Севастополь) — советский морской офицер, участник Великой Отечественной войны, капитан 1-го ранга. Командовал эсминцем Черноморского флота «Бойкий», участник обороны Севастополя.

## Биография
Георгий Годлевский родился 9 декабря 1911 года в Варшаве. Получил среднетехническое образование, работал техником путей сообщения. В начале 1933 года он был призван на военную службу в Морские силы Чёрного моря. Краснофлотец крейсера «Коминтерн» (бывший «Кагул»). Был направлен в Военно-морское училище имени М. Фрунзе. Обучение проходил на 1-м (надводном) секторе в артиллерийском дивизионе училища. В 1936 году раздельная подготовка по надводным и подводным специальностям была признана нецелесообразной и после реорганизации в сентябре 1937 года он окончил артиллерийский отдел.
Был назначен командиром батареи 102-мм орудий на эсминец Черноморского флота «Петровский» (позднее «Железняков»). В дальнейшем командиро артиллерийской боевой части на лидере «Москва», вступившем в строй в августе 1938 года. Принимал участие в заграничных походах: в ноябре 1938 года корабль доставлял советскую делегацию в Стамбул на похороны первого президента Турецкой Республики Мустафы Кемаля Ататюрка, в октябре 1939 года лидер «Москва» и эсминец «Беспощадный» доставляли из Севастополя в Стамбул находившуюся в СССР с официальным визитом делегацию турецкого МИДа.

### Великая Отечественная война
После окончания командирского класса на Высших специальных курсах комсостава флота в Ленинграде капитан-лейтенанта Годлевского в июне 1941 года назначили командиром черноморского эскадренного миноносца «Бойкий». Корабль вступил в строй в 1939 году, относился к кораблям проекта 7, входил в состав 2-го дивизиона эсминцев эскадры. 22 июня 1941 года «Бойкий» вместе с другими кораблями зенитным огнем вместе с батареями ПВО отражали атаку немецких самолётов на главную базу. Во второй половине дня 22 июня 1941 эсминец вышел в море для постановки минных заграждений. С начала августа «Бойкий» вместе с другими эсминцами 1-го и 2-го дивизионов конвоировали корабли резерва флота из Николаева в восточные порты Чёрного моря. Были приведены вспомогательный крейсер «Микоян» (ледокол, вооруженный пятью 130-мм орудиями), 6 подводных лодок, недостроенные крейсера «Фрунзе», «Куйбышев», лидеры «Киев», «Ереван», эсминцы «Свободный», «Огневой», «Озорной», погруженные заводским оборудованием и ценными механизмами.
Эсминец под командованием Г. Годлевского участвовал в обороне Одессы. В период с 21 по 23 сентября 1941 года «Бойкий» принимал участие в высадке и огневой поддержке десанта 3-го морского полка в районе Григорьевки. Эвакуировал войска Одесского оборонительного района. Участвовал в обороне Севастополя и содействии войскам Крымского фронта. «Бойкий» конвоировал транспорты с войсками и военными грузами для Севастопольского оборонительных районов, Крымского фронта, Черноморской группы войск и Северо-Кавказского фронта, осуществлял артиллерийскую поддержку наших частей и соединений. Обратными рейсами вывозил раненых и эвакуируемых. Во время Керченско-Феодосийской десантной операции «Бойкий» вместе с эсминцем «Шаумян» и тральщиком «Трал» обеспечивал переход из Новороссийска в Феодосию 5 транспортов с войсками и грузами для 44-й армии. 3 и 4 февраля 1943 года эсминец вёл огневую поддержку десанта в районе Южной Озерейки (западнее Новороссийска). Во время битвы за Кавказ корабль участвовал в обороне Новороссийска и Туапсе, в действиях на коммуникациях противника и обстреле румынского побережья. На втором этапе сражения за Кавказ «Бойкий» осуществлял огневую поддержку наших наступающих войск, обстреливал анапский аэродром противника, вёл поиск вражеских судов у Крымского побережья.
Всего за 1941—1943 год «Бойкий» под командованием капитана 3-го ранга Г. Годлевского прошёл 40.000 миль, совершил по 6 боевых походов в Одессу и Севастополь, отконвоировал 54 транспорта, участвовал в 80 артиллерийских налётах. Эсминец отразил 20 торпедных атак, которые не увенчались успехом. Потопил торпедами танкер и канонерскую лодку, уничтожил 7 вражеских батарей. Сбил 3 и повредили 2 самолёта. За всю войну не получил существенных повреждений, а из экипажа в 236 краснофлотцев, старшин и офицеров эсминец потерял всего 5 человек. 27 февраля 1943 года эсминец «Бойкий» был награждён орденом Красного Знамени, а командир и личный состав — орденами и медалями.
Годлевский вспоминал: «В начале 1944 года наша Черноморская эскадра распоряжением Ставки ВГК была поставлена в резерв. Экипажи кораблей получили возможность основательно отремонтировать механизмы. Видя в перспективе только учебные походы, я подал начальству рапорт с просьбой направить меня в соединение действующих кораблей на любой флот или флотилию». На трофейных румынских кораблях в Констанце в конце августа 1944 года были подняты Советские Военно-морские флаги, а 14 сентября 1944 года эти корабли были включены в состав Черноморского флота под названиями: «Лихой» («Реджеле Фердинанд»), «Летучий» («Реджина Мария»), «Легкий» («Марешешти») и «Ловкий» («Марешти»). Командиром «Лихого» был назначен капитан 3 ранга Г. Годлевский. Далее откомандирован в Англию для приёма и перевода кораблей в северные порты СССР. Возвратившись после выполнения задания в 1945 году, Г. Годлевский принял под своё командование гвардейский эсминец «Сообразительный». С 1946 года капитан 2 ранга Г. Годлевский командовал 2-м дивизионом эскадренных миноносцев Черноморского флота.
Вступивший 20 сентября 1948 года в командование Черноморским высшим военно-морским училищем вице-адмирал Г. В. Жуков пригласил Годлевского на преподавательскую работу. После создания в 1951 году по решению военно-морского министра при ЧВВМУ Высших специальных классов офицерского состава по штурманской, артиллерийской и минно-торпедной специальностям стал первым начальником этих классов. К ноябрю 1951 года классы были укомплектованы слушателями и начали учебный год.

### В отставке
Из-за последствий двух контузии к 1952 году Годлевский полностью потерял слух и вышел в отставку по болезни. Переехал из Севастополя на Кубань, где прожил до 1960 года, затем вернулся в Севастополь. 1 августа 1962 года организовал встречу ветеранов «Бойкого». Им прислал поздравительную телеграмму адмирал Л. А. Владимирский. Навестили в Музее Черноморского флота знамя корабля с орденом Красного Знамени, в память о встрече посадили на Малаховом кургане деревце. В 1958 году эсминец сдали для разделки на металл, а два его 130-мм орудия «Б»-13-2С установили на Малаховом кургане. В отставке Годлевский активно участвовал в общественной жизни, посещал корабли флота. В соавторстве с Н. Гречанюком и В. Кононенко он подготовил к изданию очерк «Походы боевые (эскадра Черноморского флота в Великой Отечественной войне)», увидевший свет в 1966 году. Книга воспоминаний «Серебряный якорь» вышла в Воениздате посмертным изданием в 1970 году.
3 апреля 1964 года Г. Ф. Годлевский скончался в Севастополе. Похоронен на старом городском кладбище в Загородной балке. Памятник с надписью «Капитану 1 ранга Годлевскому Г. Ф. 9.12.1911 — 3.04.1964, участнику героической обороны Черноморья от боевых друзей Краснознаменного эсминца „Бойкий“, от жены и детей».

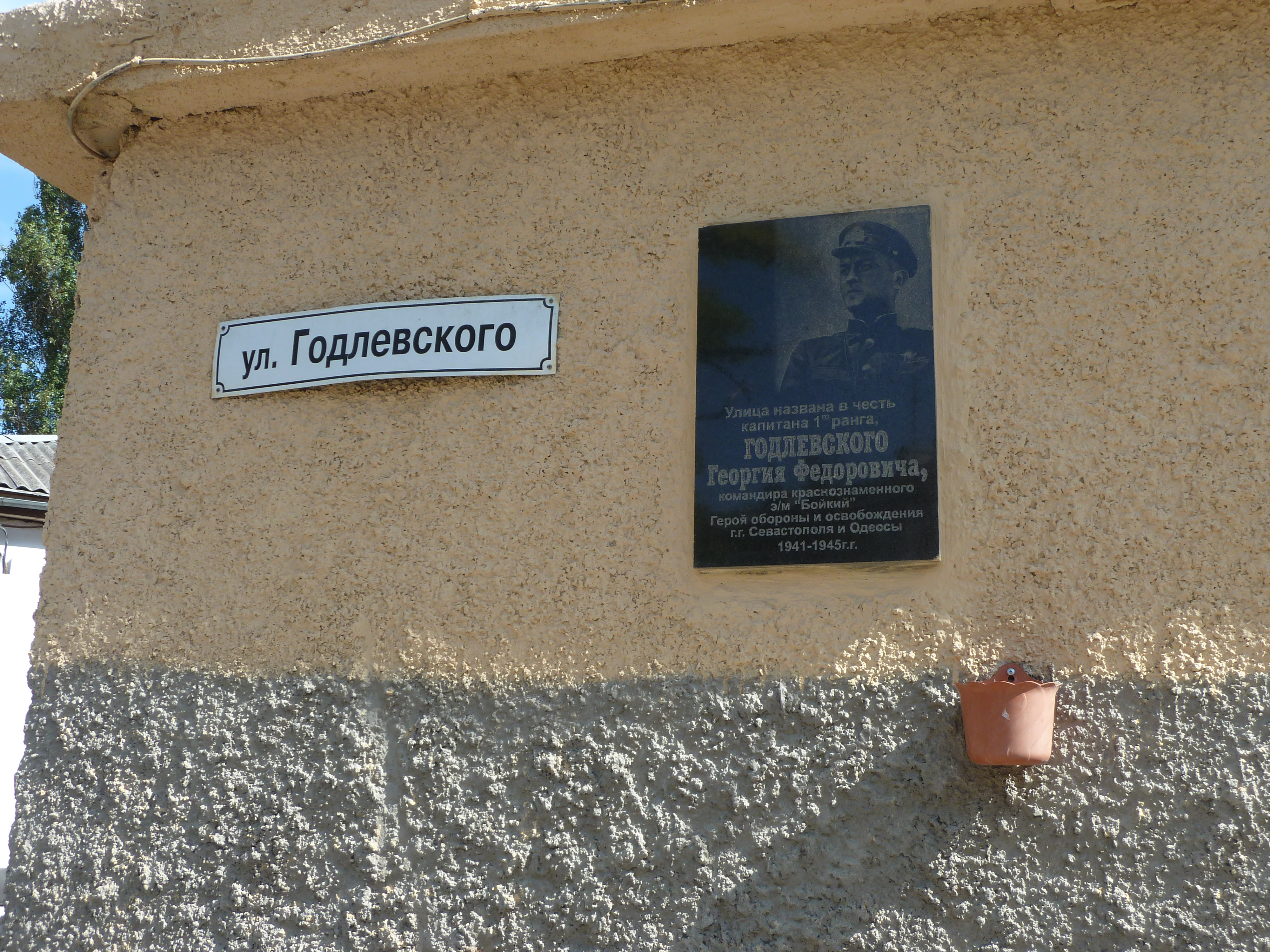
Мемориальная доска на улице Годлевского в Севастополе

## Награды
За службу капитан 1 ранга Г. Ф. Годлевский был награждён двумя орденами Красного Знамени, орденами Нахимова II степени, Красной Звезды и медалями «За боевые заслуги», За оборону Одессы, Севастополя, Кавказа, За оборону Советского Заполярья и «За победу над Германией».

Могила Годлевского на Старом городском кладбище Севастополя.

## Память
Решением исполкома Севастопольского горсовета от 30 апреля 1964 года № 234 улица 20-летия РККА (ныне Ленинский муниципальный округ) переименована в улицу Годлевского, имеется мемориальная доска «Улица названа в честь капитана 1 ранга Годлевского Георгия Федоровича, командира Краснознаменного эсминца „Бойкий“». Герой обороны и освобождения Одессы и Севастополя 1941—1945 гг.".
О. Васина, заведующая сектором Государственного музея героической обороны и освобождения Севастополя: «Секретом великой популярности Георгия Федоровича было его неподражаемое чувство юмора. Сегодня трудно отделить байки от правды. Но говорят, что свою жену Екатерину он научил флажковому семафору. Катя выходила на балкон, выходила на связь с эсминцем и передавала: доложите командиру, обед готов, стол накрыт».